# گمینا سارناکی
گمینا سارناکی (به لهستانی:  Gmina Sarnaki) یک گمینا در لهستان است که در شهرستان ووشتسه واقع شده‌است. گمینا سارناکی ۱۹۷٫۳ کیلومتر مربع مساحت و ۴٬۹۹۶ نفر جمعیت دارد.